# Rimska Britanija
Rimska Britanija (latinsko Britannia), del Velike Britanije, ki je od leta 43 do leta 410 pripadal Rimskemu cesarstvu.
Rimska cesarska provinca Britanija je sčasoma obsegala celo Veliko Britanijo do vodne meje s Kaledonijo (Škotska). Železnodobna Britanija je že pred rimsko invazijo leta 43 vzpostavila kulturne in gospodarske stike s celinsko Evropo, vendar so rimski osvajalci uvedli mnogo izboljšav na področju kmetijstva, urbanizacije, industrije in arhitekture. Rimski zgodovinarji so po nekaj desetletjih od invazije Britanijo omenjali samo še mimogrede, zato večina znanja o rimski Britaniji izvira iz arheoloških raziskav in napisov, ki poveličujejo dosežke rimskih cesarjev v Britaniji. Tak sta na primer napisa cesarja Hadrijana (vladal 117–138) in Antonina Pija (vladal 138–161), ki sta s svojima zidovoma označila severno mejo Britanije.
Prvi obširnejši rimski vojni pohodi v Veliko Britanijo so bili pohodi Julija Cezarja leta 55 in 54 pr. n. št.. Resno osvajanje se je začelo med vladanjem cesarja Klavdija leta 43. Po podjarmljenju domorodnih Britov se je pod rimsko upravo razvila prepoznavna rimsko-britanska kultura, vendar Rimljani kljub stalnemu širjenju svojega ozemlja proti severu niso nikoli vzpostavili popolne oblasti nad Kaledonijo. Severno mejo svojega ozemlja so označili s Hadrijanovim zidom, ki je bil dokončan okoli leta 128. Štirinajst let kasneje, leta 142, so Rimljani pomaknili severno mejo svojih posesti proti severu na črto Forth-Clyde, kjer so zgradili Antoninov zid. Po približno dvajsetih letih so se Rimljani umaknili nazaj na jug do Hadrijanovega zidu. Okoli leta 197 so Rimljani Britanijo razdelil na provinci Gornjo in Spodnjo Britanijo (Britannia Superior in Britannia Inferior). Kmalu po letu 305 so Britanijo razdelili na še manjše cesarske dioceze. Večino kasnejšega obdobja rimske okupacije je bila Britanija predmet vpadov barbarov, pogosto pa je prišla tudi pod oblast rimskih uzurpatorjev in pretendentov za rimski prestol.

## Zgodovina

### Prvi stiki
Britanija v antičnem svetu ni bila povsem neznana, saj so Grki, Feničani in Kartažani že v 4. stoletju pr. n. št. trgovali s cornwalskim kositrom. Grki so Britansko otočje imenovali Kassiterides, se pravi kositrovi otoki in jih opisovali kot »deželo blizu zahodne obale Evrope«. Kartažanski pomorščak Himilko naj bi do Britanije priplul že v 5. stoletju pr. n. št., grški raziskovalec Piteas pa v 4. stoletju pr. n. št. Na Britanijo so gledali kot na zelo skrivnostno deželo, zato nekateri pisci niso hoteli verjeti, da sploh obstaja.
Prvi neposredni stiki Rimljanov in Britov so se začeli leta 55 in 54 pr. n. št., ko je rimski general in bodoči diktator Julij Cezar po osvojitvi Galije za povrh napadel še Britanijo, ker je bil prepričan, da so Briti podpirali uporne Galce. Prva odprava je bila bolj poizvedovalna kot osvajalska. Rimljani so na obali Kenta postavili mostišče, zaradi viharnega vremena, ki je poškodovalo njihove ladje, in pomanjkanja konjenice pa niso mogli prodreti globlje na britansko ozemlje. Odprava je bila vojaški polom, politično pa so ga prikazali kot dosežek brez primere. Rimski senat je predvsem zaradi talcev, ki so jih pripeljali iz Britanije in porazu belgijskih plemen po Cezarjevi vrnitvi na celino, razglasil dvajsetdnevno ljudsko praznovanje.
V drugi invaziji na Britanijo je imel Cezar znatno večjo vojsko, s katero je prisilil ali prepričal mnogo domorodnih keltskih plemen, da so mu v zameno za mir začela plačevati davek in izročila talce. Prijateljsko razpoloženega kralja Mandubracija je vzel pod svojo zaščito, njegov tekmec Kasivelaun pa se mu je vdal. Ko se je Cezar z vso svojo vojsko umaknil v Galijo, je s seboj odpeljal talce, na vprašanje, ali so Briti po njegovem odhodu še plačevali davke, pa zgodovinarji še vedno nimajo jasnega odgovora.
Cezar ni osvojil nobenega ozemlja in za seboj ni pustil nobenega vojaka. Na otoku je pod svojo zaščito vzel nekaj lokalnih vladarjev in s tem v Britaniji vzpostavil rimski politični vpliv. Njegov naslednik Gaj Avgust Oktavijan je nameraval Britanijo napasti leta 34, 27 in 25 pr. n. št., vendar okoliščine za napad nikoli niso bile ugodne. Rim in Britanija sta zato imela samo diplomatske in trgovske stike. Strabon med opisovanjem Avgustovega vladanja omenja, da so »dohodki od prometnega davka Rimu prinesli več koristi kot kakršna koli osvojitev«. Njegovo trditev potrjujejo arheološke najdbe, ki dokazujejo, da se je v jugovzhodni Britaniji v tistem času zelo povečal uvoz luksuznih predmetov. Strabon omenja tudi britanske kralje, ki so Avgustu poslali svoje odposlance. Avgust v svojih Res gaeste omenja, da sta se k njemu zatekla dva begunska britanska kralja. Ko je med Tiberijevim pohodom proti Germanom leta 16 vihar zanesel nekaj njegovih ladij do britanske obale, so lokalni vladarji brodolomcem natvezli kup neverjetnih zgodb o pošastih in jih poslali nazaj.
Videti je, da je Rimu s podpiranjem dveh močnih kraljestev – Katuvelaunov, ki so jim vladali Taskiovanovi nasledniki in Atrebatov, ki so jim vladali Komijevi nasledniki, uspelo v južni Britaniji vzpostaviti ravnotežje moči. Takšna politika je trajala do leta 39 ali 40, ko je Kaligula sprejel izgnanega člana katuvelaunske vladarske družine. Zaigral je invazijo na Britanijo, ki je v absurdnih okoliščinah propadla, še preden je vojska zapustila Galijo. Uspešno invazijo na Britanijo je šele leta 34 izpeljal cesar Klavdij, ki je šel na pomoč še enemu pobeglemu britanskemu vladarju, tokrat Veriku Atrebatskemu.

### Rimska invazija
Invazijski vojski leta 43 je poveljeval Aulus Plautius. Njena moč ni znana, zagotovo pa je v invaziji sodelovala II. legija Augusta, kateri je poveljeval bodoči cesar Vespazijan.  V zatiranju Boudicininega upora leta 60/61 so zagotovo sodelovale IX. legija Hispana, XIV. legija Gemina, ki se je kasneje preimenovala v Martia Victrix, in XX. legija, kasneje preimenovana v Valeria Victrix. Vse omenjene legije so bile v Britaniji verjetno od samega začetka leta 43. Ker je bila rimska vojska zelo prilagodljiva in je svoje legije premeščala po trenutnih potrebah cesarstva, trditev ni povsem zanesljiva. Po osvojitvi je v Britaniji verjetno ostala samo IX. legija Hispana, ki je bila leta 71 stacionirana v Eburacu (York). Njeno prisotnost dokazuje napis iz leta 108, potem pa je bila premeščena v vzhod, kjer je bila uničena, verjetno v bojih z Bar Kohbovimi uporniki.
Invazija je bila sprva preložena zaradi upora vojakov, katere so nazadnje prepričali, naj premagajo strah pred plovbo preko Oceana in vojskovanjem onkraj meje znanega sveta. Pluli so v treh skupinah in se izkrcali verjetno v Richboroughu v Kentu, čeprav nekateri trdijo, da se je vsaj del invazijske vojske izkrcal na južni obali v okolici Fishbourna v zahodnem Sussexu.
Rimljani so dvakrat porazili Katavelaune in njihove zaveznike: prvič v Kentu ob reki Medway in drugič ob Temzi. Eden od katavelaunskih poveljnikov, Togodumn, je bil ubit, njegov brat Karatak pa je preživel in se še naprej povsod upiral Rimljanom. Aulus Plautius je na Temzi ustavil svojo vojsko in poslal po Klavdija, ki je s seboj pripeljal okrepitve, vključno z artilerijo in sloni. Združena vojska je odkorakala proti katavelaunski prestolnici Camulodunum (Colchester). Bodoči cesar Vespazijan je medtem podjarmil jugozahod Britanije in za kralja več pokrajin imenoval Rimu naklonjenega Kogidubna. S plemeni izven zasedenega ozemlja je sklenil mirovne sporazume.

### Osvajanja otoka
Po zasedbi juga Britanije so Rimljani svojo pozornost usmerili proti sedanjemu Walesu. Siluri, Ordoviki in Deceangli so je jim silovito upirali in rimska vojska se je naslednjih nekaj desetletij kljub občasnim manjšim uporom med rimskimi zavezniki Briganti in Iceni ukvarjala predvsem z njimi. Siluri pod Karatakovim poveljstvom so vodili učinkovito gverilsko vojno proti guvernerju Publiju Ostoriju Skapulu, kateremu je 51 uspelo Silure zvabiti v past in jih poraziti. Karatak je našel zatočišče pri Brigantih, vendar ga je njihova kraljica Kartimandua kot dokaz svoje lojalnosti predala Rimljanom. Rimljani so ga odpeljali v Rim, kjer je med Klavdijevim triumfom v poveličujočem govoru prosil cesarja za milost. Karataka je zamenjal najbolj ugleden britski vojskovodja in Kartimanduin bivši mož Venucij in nadaljeval gverilsko vojno proti Rimljanom.
Medtem ko je bil britanski guverner Gaj Svetonij Pavlin leta 60–61 na vojnem pohodu v Walesu, je ne jugovzhodu Britanije izbruhnil upor. Vodila ga je Boudica, vdova malo pred tem umrlega icenskega kralja Prasutaga. Rimski zgodovinar Tacit pravi, da je Prasutag v oporoki zapustil polovico svojega kraljestva Neronu v upanju, da bo druga polovica ostala nedotaknjena. Kralj se je grdo uštel, saj si je Rim takoj po njegovi smrti nasilno prilastil celo njegovo ozemlje. Boudica je protestirala, zato so njo in njene hčerke za kazen prebičali in posilili. Iceni, katerim so se pridružili Trinovanti, so zato uničili rimsko kolonijo Camulodunum (Colchester) in del IX. legije, ki je prišla na pomoč napadenemu mestu. Pavlin je odjezdil v London, ki je bil naslednja tarča upornikov, in ugotovil, da ga ne bo mogel braniti. Zapuščeni London in Verulamij (St. Albans) so uporniki uničili. V treh opustošenih mestih je bilo ubitih 70.000–80.000 ljudi. Svetonij je zatem prerazporedil svojo vojsko in z dvema od treh legij, ki so mu preostale, v bitki pri Watling Streetu porazil mnogo številčnejše upornike. Boudica je kmalu po bitki zaradi bolezni ali zaužitega strupa umrla. Neron se je medtem odločil, da bo celo rimsko vojsko umaknil iz Britanije.
Leta 69, ki je znano kot leto štirih cesarjev, je v Britaniji izbruhnil nov upor. V Rimskem cesarstvu se je začela državljanska vojna, zaradi katere guvernerji v Britaniji niso bili sposobni obvladovati svojih legij. Nastalo stanje je izkoristil Brigant Venucij. Rimljani so že pred tem pred njim obranili kraljico Kartimanduo, tokrat pa tega niso mogli narediti. Kartimandua se je umaknila in Venunciju prepustila oblast na severu Britanije. Ko je cesar Vespazijan utrdil oblast v cesarstvu, je za guverjerja Britanije imenoval Kvinta Petilija Ceriala in Seksta Julija Frontina z nalogo, da podjarmita Silure in Brigante. Frontin je osvojil ves južni Wales in začel izkoriščati njegove naravne vire, med njimi tudi zlate rudnike v Dolaucothi.
Rimljani so v naslednjih nekaj letih osvojili večino otoka. Guverner Gnej Julij Agrikola, tast zgodovinarja Tacita, je leta 78 podjarmil Ordovike. Z XX. legijo Valeria Victrix je v bitki na Mons Graupius v severni Škotski leta 84 porazil Kaledonce. Njegov pohod je dosegel najsevernejšo točko, da katere so prodrli Rimljani. Agrikola so kmalu zatem odpoklicali v Rim, rimska vojska pa se je umaknila na laže branljive položaje na rekah Forth in Clyde in sprostila vojake, ki so jih še kako potrebovali na drugih bojiščih.
Med rimsko zasedbo Britanije je bilo na otoku vedno veliko vojakov, zato so cesarji tja pošiljali izkušene in zanesljive guvernerje. Med guvernerji in cesarskimi legati je bilo tudi nekaj bodočih cesarjev, na primer Vespazijan, Pertinaks in Gordijan I..

### Zasedba in umik iz južne Škotske
Naslednjih nekaj desetletij po Agrikolovem odpoklicu ne opisuje noben zgodovinski vir. Neznano je celo ime njegovega naslednika. Areheološke raziskave so pokazale, da je bilo južno od črte Forth-Clyde ponovno zgrajenih in povečanih nekaj trdnjav, nekatere druge pa so bile verjetno opuščene. Rimska lončenina in kovanci, ki so krožili v Škotskem nižavju pred letom 100, dokazujejo naraščajočo romanizacijo. Med najpomembnejše najdbe iz tega obdobja spadajo napisne plošče iz trdnjave v Vindolandi v Northumberlandu, ki so večinoma iz let 90–110. Na ploščah so slikoviti opisi delovanja rimske trdnjave na robu Rimskega cesarstva: žene častnikov so skrbele za družabno življenje, medtem ko so trgovci, prevozniki in vojaško osebje skrbeli za delovanje trdnjave in obnavljanje zalog.
Okoli leta 105 so se odnosi s Pikti iz Albe (Škotske) resno poslabšali. Pikti so požgali več rimskih trdnjav, med njimi Trimontium, sedanji Newstead v jugovzhodni Škotski. Rimljani so zato na Škotsko poslali pomožne vojaške enote iz Germanije in v Britaniji se je začela neimenovana vojna, ki je sicer omenjena na nagrobniku tribuna v Cirenajki. Rimljani so morali
zaradi Trajanovih vojn v Dakiji verjetno zmanjšali število vojakov na tem območju ali se celo popolnoma umaknili iz obmejnih utrdb. Njihov umik z južne Škotske je bil zato morda posledica teh ukrepov in ne vojaškega poraza v vojni s Pikti. Uničenje trdnjav bi v tem primeru lahko pripisali navadi, da so Rimljani po umiku uničili svoje opuščene utrdbe, da jih ne bi mogel uporabiti nasprotnik. Meja Rimske Britanije se je vsekakor pomaknila proti jugu, najbrž do rimske ceste Stanegate (Kamnita cesta), ki je povezovala pomembni rimski trdnjavi Corstopitum (Corbridge) na vzhodu in Luguvalium (Carlisle) na zahodu.
Naslednja kriza se je začela na začetku vladanja cesarja Hadrijana (vladal 117–138) z uporom na severu, ki ga je zatrl Kvint Pompej Falko. Ko je Hadrijan na svojem slavnem obhodu rimskih provinc prišel okoli leta 120 do Britanije, je ukazal zgraditev dolgega obrambnega Hadrijanovega zidu malo severno od Stanegata. Za guvernerja in vodjo del je imenoval Avla Platorija Nepa, ki je v ta namen iz Spodnje Germanije s seboj pripeljal VI. legijo Victrix. Omenjena legija je zamenjala IX. legijo Hispana, katere izginotje je še vedno predmet razprav. Arheološke najdbe kažejo, da je bila Škotska v prvi polovici 2. stoletja politično zelo nestabilna, zato bi bil umik meje proti jugu lahko tudi posledica političnih okoliščin.
Med vladanjem cesarja Antonina Pija (vladal 138–161) se je meja s Hadrijanovega zidu za nekaj časa pomaknila proti severu do črte, ki povezuje ustji rek Forth in Clyde, na kateri so Rimljani po ponovni zasedbi Škotskega nižavja okoli leta 142 zgradil Antoninov zid. Zasedeno območje je upravljal guverner Kvint Lolij Urbik.
Prva Antoninova zasedba Škotske se je končala kot posledica krize leta 155–157, ko so se uprli Briganti. Ker so imeli Rimljani malo možnosti, da bi dobili okrepitve, so se umaknili proti jugu. Upor Brigantov je zatrl guverner Gnej Julij Ver. V naslednjem letu so Rimljani ponovno osvojili Antoninov zid, vendar so ga morali že leta 163 ali 164 zapustili. Druga Antoninova zasedba Škotske je bila najbrž povezana z njegovim načrtom, da zaščiti Votadine, ali z njegovim napuhom in željo, da razširi ozemlje Rimskega cesarstva. Kmalu po njegovi smrti so bolj objektivno presodili, da Antoninov zid nima kakšnega velikega strateškega pomena in so ga opustili. Rimljani se kljub temu niso popolnoma umaknili s Škotske, saj so pomembno trdnjavo v Newsteadu in sedem manjših postojank vzdrževali najmanj do leta 180. 
V dvajsetletnem obdobju, ki je sledilo umiku meje na Hadrijanov zid, se je Rim ukvarjal s svojimi problemi na celini, predvsem v obdonavskih provincah. Povečano število depojev zakopanega denarja v Veliki Britaniji v tistem obdobju kaže, da v Britaniji ni bilo popolnega miru. Precejšnja količina rimskih srebrnikov, ki je bila v obtoku na Škotskem, presega okvire običajnega trgovanja. Vse kaže, da so bili Rimljani prisiljeni skleniti mirovno pogodbo, po kateri so morali plačevati davek svojim neizprosnim sovražnikom Piktom.
Leta 175 je v Britanijo prišla velika enota sarmatske konjenice, ki je štela najmanj 5.500 mož, verjetno zato, da bi okrepila rimsko vojsko v nekem nedokumentiranem uporu. Leta 180 so Pikti prebili Hadrijanov zid in ubili poveljujočega častnika ali guvernerja. Kasij Dion piše, da se je začela največja vojna med Komodovo vladavino. Britanskega guvernerja je zamenjal Ulpij Marcel, ki je do leta 184 sklenil mir, potem pa so se mu uprli njegovi vojaki, nezadovoljni z njegovo nepopustljivostjo. Za novega guvernerja so poskušali izvoliti svojega legata Priska. Prisk je položaj zavrnil, Marcel pa je z veliko sreče živ zapustil provinco. Še vedno nezadovoljna rimska vojska v Britaniji je v Rim je poslala delegacijo 1.500 mož z zahtevo po usmrtitvi pretorskega prefekta Tigidija Perena. Vojska ga je obtožila, da jim je storil krivico, ko je za legata vojske v Britaniji imenoval pripadnika nižjega konjeniškega viteškega reda (equites). Komod se je z delegacijo sestal izven Rima in se strinjal s Perenovo usmrtitvijo, ampak samo zato, da bi uporniki dobili občutek varnosti.
Po srečanju je v Britanijo poslal bodočega cesarja Pertinaksa z nalogo, da zatre upor v vojski. Pertinaksu je uspelo zatreti upor in prevzeti oblast, potem pa je upor izbruhnil v njegovih enotah. Uporniki ga niso usmrtili, ampak zahtevali njegov odpoklic v Rim, kjer je že leta 192 nasledil Komoda na rimskem prestolu.

### 3. stoletje
Komodova smrt je sprožila vrsto dogodkov, ki so nazadnje privedli v državljansko vojno. Po kratki vladavini cesarja Pertinaksa (vladal januar–marec 193) se je pojavilo več tekmecev za cesarski položaj, med njimi tudi Septimij Sever in Klodij Albin. Slednji je bil novi guverner Britanije, ki je po številnih uporih na svojo stran dobil domače prebivalstvo, in je poleg tega poveljeval trem legijam. Njegov nekdanji tekmec Sever mu je v zameno za njegovo podporo proti Pesceniju Nigru na vzhodu obljubil položaj cezarja. Ko je bil Pescenij Niger izločen iz tekme za prestol, se je Sever obrnil proti svojemu zavezniku v Britaniji. Klodij Albin se je verjetno zavedal, da bo on naslednja Severjeva tarča, zato se je že pripravljal na vojno.
Albin je leta 195 odplul v Galijo, ki mu je tudi bila naklonjena, in se nastanil v Lugdunumu. Sever je prišel v Galijo februarja 196. Sledila je odločilna bitka, v kateri je bil Albin zelo blizu zmage, ko je Sever dobil okrepitve pa se je zmaga sprevrgla v poraz. Albin je po porazu naredil samomor. Sever se je nato hitro znebil Albinovih pristašev in za kazen zasegel veliko zemljišč v Britaniji.
Albinova tekma za rimski prestol je pokazala, kako velik problem je za Rimsko cesarstvo predstavljala Britanija. Za ohranjanje varnosti v provinci so bile potrebne tri legije, poveljstvo nad tremi legijami pa je pomenilo veliko moč in idealno izhodišče za ambiciozne tekmece za rimski prestol. Z umikom legij bi provinca ostala brez obrambe pred upornimi domačimi keltskimi plemeni in vdori Piktov in Škotov s severa. 
Med Albinovo odsotnostjo se je na severu začela anarhija. Kasij Dion trdi, da je bil novi guverner Virij Lup prisiljen kupiti mir od upornih Metov, ki so prebivali severno od Antoninovega zidu. Imenovanja niza guvernerjev z bogatimi vojaškimi izkušnjami, ki so sledili Albinu, kažejo, da so sovražniki Rima zanj pomenili veliko grožnjo. Lucij Alfen Senecijon je v svojem poročilo Rimu leta 207 zapisal, da se barbari »upirajo, pustošijo deželo, ropajo in povzročajo uničenje«. Senecijon je od Rima zahteval bodisi okrepitve bodisi vojni pohod in Septimij Sever se je odločil za slednjega, čeprav je imel že 62 let. 
Arheološke najdbe kažejo, da je Senecijon obnovil Hadrijanov zid in utrdbe severno od njega. Po Severjevem prihodu v Britanijo so uporna plemena takoj sklenila mir. Sever seveda ni prišel v Britanijo samo zato, da bi od tam odšel brez zmage, poleg tega pa je s seboj pripeljal svoja mladoletna sinova Karakala in Geta, da bi iz prve roke dobila izkušnje, kako ukrotiti sovražno barbarsko deželo.
Septimij Sever je leta 208 ali 209 z vojsko okoli 20.000 mož prekoračil Hadrijanov zid in napadel Kaledonijo. Skozi vzhodno Škotsko je prodiral po približno isti poti kot pred njim Agrikola. Pohod so ovirali gverilski napadi severnih plemen in težko prehoden teren, tako da se s Kaledonci ni mogel spopasti na bojnem polju. Severjeva vojska je prodrla na sever do reke Tay, vendar ni dosegla kakšnega pomembnega vojaškega uspeha. Pohod se je končal s podpisom mirovne pogodbe s Kaledonci. Sever se je leta 210 vrnil v York in meja province se je ponovno umaknila na Hadrijanov zid. Cesar je dobil vzdevek Britanik (Britannicus), ki zaradi nepokorjenega severa ni imel prav velikega pomena. Takoj po njegovem umiku so se na severu ponovno uprli, tokrat Meti, in sprožili novo vojno. Kazenski pohod proti njim je vodil Karakala. Naslednje leto je njegov bolehni oče umrl in njemu in bratu prepustil provinco, s katero bi podprla svojo zahtevo do rimskega prestola.
Eden od zadnjih Severjevih ukrepov, s katerimi je poskušal rešiti problem močnih in upornih guvernerjev Britanije, je bila delitev province Britanije na Gornjo in Spodnjo Britanijo. Njegov ukrep je deloval skoraj celo stoletje. O naslednjih nekaj desetletjih, imenovanih Dolgi mir, je v zgodovinskih virih zelo malo podatkov. V tem obdobju se je povečalo število zakopanih zakladov, kar kaže, da so se nemiri nadaljevali. Ob obali južne Britanije je bilo zgrajenih več trdnjav za boj proti piratom. V naslednjih sto letih se je njihovo število še povečalo in postale so znane kot Saksonske obalne trdnjave. 
Sredi 3. stoletja so Rimsko cesarstvo pretresali vpadi barbarov, upori in vojne med kandidati za rimski prestol. Britanija se je tem težavam izgleda izognila, čeprav je tudi njeno gospodarstvo prizadela naraščajoča inflacija. Leta 259 je bilo med Postumovim uporom proti Galijenu ustanovljeno Galsko cesarstvo, v katero je do leta 274, ko je Avrelijan ponovno združil Rimsko cesarstvo, spadala tudi Britanija.
V drugi polovici 270. let se je uprl uzurpator Bonon, da bi se izognil posledicam požiga njegovega ladjevja v Kölnu. Njegov upor je hitro strl Prob, vendar se je kmalu zatem uprl nek neimenovan britanski guverner. Prob je preko Rokavskega preliva poslal pomožne enote Vandalov in Burgundov, ki so, verjetno leta 278, upor zatrli.
Zadnjega v nizu uporov, ki so pretresali Britanijo, sta vodila Karavzij in njegov naslednik Alekt. Karavzij je bil verjetno poveljnik rimskega ladjevja v Rokavskem prelivu. Obtožili so ga, da si prilašča piratski plen, zato ga je cesar Maksimijan obsodil na smrt. Karavzij se je leta 286 proglasil za cesarja Britanije in severne Galije in ostal na oblasti, dokler ni Maskimijan zatrl vseh drugih uporov v cesarstvu. Leta 288 je poskusil uzurpatorja vreči z oblasti, vendar mu to ni uspelo. Sledilo je obdobje nestabilnega miru, v katerem je Karavzij koval svoj denar, ki naj bi potrdil legitimnost njegove oblasti, in zahteval svoje uradno priznanje. 
Leta 293 ga je napadel Konstancij Klor, oblegal upornikovo pristanišče v Boulognu in ga odrezal od pomoči z morja. Po osvojitvi mesta je napadel še njegove frankovske zaveznike. Uzurpatorja Karavzija je kmalu zatem umoril njegov zakladnik Alekt in sam prevzel oblast. Alektova kratka vladavina se je končala z izkrcanjem Julija Asklepijodota blizu Southamptona in kopenski bitki, ki je sledila.
Konstancij, ki je prišel v London proslavit zmago, je Britanijo razdelil na štiri province s štirimi guvernerji. Gornjo Britanijo je razdelil na provinci Maxima Caesariensis s sedežem v Londonu in Britannia Prima, Spodnjo Britanijo pa na provinci Flavia Caesariensis in Britannia Secunda. 
Britanija je v okviru Dioklecijanovih državnih reform (tetrarhija) še istega leta postala ena od štirih diocez na čelu z vikarijem, ki so sestavljale Pretorsko prefekturo Galijo. V prefekturo so poleg Britanije spadale še Galija, Germanija in Hispanija. Britanija je s tem dejanjem dobila še petega guvernerja. To je pomenilo, da je od takrat imela pet vojaških poveljnikov, ki so vsak zase poveljevali samo majhnim delom britanske armade.

### 4. stoletje
Konstancij Klor se je leta 306 vrnil, da bi napadel severno Britanijo. Obrambni sistem province se je v preteklih letih utrdil, cesar pa je kljub šibkemu zdravju želel prodreti na sovražno ozemlje. O njegovem pohodu ni veliko podatkov. Zelo skromni so tudi arheološki dokazi zanj. Iz odlomkov v zgodovinskih virih se da sklepati, da je prodrl daleč na sever Britanije in v zgodnjem poletju zmagal v veliki bitki, potem pa se je vrnil v York. 
Klor je kot eden od tetrarhov še nekaj časa ostal v Britaniji in v Yorku julija 306 umrl. Njegove dolžnosti v Britaniji je prevzel njegov sin Konstantin I. Za razliko od uzurpatorja Albina je Konstantinu uspelo svoj položaj v Britaniji izkoristiti za pohod na rimski cesarski prestol.
Sredi 4. stoletja je Britanija nekaj let podpirala uzurpatorja Magencija, ki je nasledil pokojnega Konstansa. Po Magencijevem porazu in smrti v bitki na Selevku leta 353 je Konstancij II. poslal v Britanijo svojega glavnega cesarskega notarja Pavla Katena, da bi polovil Konstancijeve pristaše. Preiskava se je izrodila v lov na čarovnice, ki je prisilil k posredovanju vikarija Flavija Martina. Pavel se mu je maščeval in ga obtožil izdaje, zato ga je vikar poskušal ubiti. Po neuspelem poskusu je naredil samomor.
V 4. stoletju so postali vedno bolj pogosti napadi Sasov na vzhodu in Skotov (Ircev) na zahodu. Niz trdnjav, ki so jih začeli graditi na obali okoli leta 280, se ni mogel upreti splošnemu napadu Sasov, Skotov in Atakotov, kombiniranemu z očitnimi nesoglasji v garnizijah ob Hadrijanovem zidu. Rimska Britanija je bila okoli leta 367 povsem na tleh. Krizo, ki se omenja tudi kot Barbarska zarota ali Velika zarota, je umiril vojskovodja Flavij Teodozij z nizom vojaških in upravnih reform. 
Leta 383 se je v Segonciju (Caernarfon) v severnem Walesu uprl uzurpator Magn Maksim. Preko Rokavskega kanala je vdrl na celino in osvojil večino zahodnega dela Rimskega cesarstva in se okoli leta 384 uspešno vojskoval s Pikti in Skoti. Za svoja osvajanja na kontinentu je potreboval britanske vojaške enote, zato je verjetno umaknil garnizije iz Chestra in drugih trdnjav, kar je sprožilo napade Ircev na naselja v severnem Walesu. Njegova vladavina se je končala leta 388, zaradi katastrofalnega rimskega poraza in velikih izgub v bitki pri Odrinu leta 378 pa se v Britanijo ni vrnila vsa vojska. Okoli leta 396 so se okrepili napadi barbarov, ki so sprožili kopenske in pomorske operacije, ki jih je morda vodil Stilihon. Mir se je ponovno vzpostavil okoli leta 399, četudi Britanija ni dobila vojaških okrepitev, po letu 401 pa so Rimljani zaradi vojne z Alarikom I. začeli celo umikati vojsko iz Britanije.

### Konec rimske vladavine
Tradicionalno mnenje zgodovinarjev, ki je temeljilo na delih Mihaela Rostovceva, je bilo, da je na začetku 5. stoletja začelo gospodarstvo Britanije upadati. Arheološki podatki kažejo povsem drugačno sliko, čeprav delno potrjujejo tradicionalno mnenje: v mestih so se gradile bolj razkošne, vendar manj številne hiše, prenehala se je graditev javnih zgradb, nekatere obstoječe pa so se celo opustile. Izjema so bile obrambne zgradbe. Na široko so se začela pojavljati področja s črno zemljo, ki kažejo, da so se tudi v urbanih okoljih začeli ukvarjati s poljedelstvom. Preureditev bazilike v Silchestru v industrijski obrat v poznem 3. stoletju, ki jo je oblast očitno dopustila, je eden od prvih znakov deurbanizacije rimske Britanije. Za opustitev nekaterih mest se sedaj domneva, da se je zgodila kasneje, kot se je domnevalo včasih. Mnogo zgradb je spremenilo svojo namembnost, vendar se niso porušile. Vedno pogostejši napadi barbarov so bili usmerjeni predvsem na bolj ranljiva podeželska naselja in ne na bolj utrjena mesta. Nekaj vil, med njimi Great Casterton v Rutlandu in Hucclecote v Gloucestershiru, je v tistem času dobilo nove talne mozaike, kar kaže, da so bili gospodarski problemi omejeni in neenakomerno porazdeljeni. Mnogo vil je seveda utrpelo nekaj škode preden so jih v 5. stoletju povsem zapustili. Zgodba o svetem Patriku dokazuje, da so bile vile naseljene najmanj do leta 430. Nove zgradbe so se v tem obdobju izjemoma gradile samo v in Verulamiju, predmestju sedanjega St. Albansa, in Cirencestru. Nekatera urbana središča, na primer Canterbury, Cirencester, Wroxeter, Winchester in Gloucester, ki so bila obdana z velikimi kmetijskimi posestvu, so bila aktivna še celo 5. in 6. stoletje.
Mestno življenje je bilo od zadnjega četrtletja 4. stoletja dalje manj intenzivno. Kovanci iz leta 378 do 388 so zelo redki, kar zelo verjetno kaže na kombinacijo gospodarskega upadanja, zmanjšanja števila vojakov in problemov s plačevanjem vojakov in državnih uradnikov. V 390. letih se je količina denarja v obtoku povečala, vendar ni nikoli dosegla ravni iz preteklih desetletij. Po letu 402 so postali bakreni kovanci zelo redki. Srebrniki in zlatniki iz skritih zakladov kažejo, da so bili še v obtoku, vendar se niso trošili. Po letu 407 niso v obtok prišli nobeni novi rimski kovanci, po letu 430 pa so se kovanci kot medij za izmenjavo dobrin zelo verjetno povsem opustili. Masovna proizvodnja lončenine se je verjetno končala že nekaj desetletij pred tem. Bogataši so še naprej uporabljali kovinsko ali stekleno posodo, reveži pa so se verjetno vrnili na usnjeno in leseno.

### Porimska Britanija
Proti koncu 4. stoletja je bila Britanija pod vedno večjim pritiskom barbarov, ki ga vedno manjše število vojakov ni moglo preprečiti. Vojska se je uprla in po dveh poraznih uzurpatorjih leta 407 za cesarja izbrala vojaka Konstantina III. Konstantin je z vojsko takoj odplul v Galijo, kjer ga je porazil cesar Honorij. Koliko vojakov je ostalo v Britaniji, koliko se jih je vrnilo in ali je bil v Britaniji sploh imenovan nov vojaški poveljnik, še vedno ni jasno. Napad Sasov leta 408 so verjetno odbili Briti, Zosim pa omenja, da so domačini leta 409 izgnali vse rimske državne uradnike. Zosimova trditev je morda napačna in se nanaša na upor bretonskih prebivalcev v Armoriki in Galiji, ki se je zgledoval po uporu v Britaniji. Pismo cesarja Honorija iz leta 410, ki se običajno razume kot zavrnitev prošnje za pomoč mestom v Britaniji, je bilo najbrž naslovljeno na Bruttium ali Bologno. Z odhodom visokih rimskih vojaških in civilnih uradnikov so upravo in sodstvo prevzele mestne oblasti, po celi Britaniji pa so se začeli pojavljati mali vojaški diktatorji, ki so hrepeneli po starih rimskih idealih in običajih. 
Izročilo pravi, da je poganske Sase v Britanijo povabil britski vladar Vortigern, da bi mu pomagali v bojih s Pikti in Irci, čeprav arheološke najdbe kažejo, da so se prva naselja saških najemnikov pojavila že v 3. stoletju. Priseljevanje Germanov v rimsko Britanijo se je verjetno začelo še mnogo prej. Trditev dokazujejo na primer rimske germanske pomožne enote, ki so jih pripeljali v Britanijo v 1. in 2. stoletju za podporo svojim legijam. Novi prišleki so se uprli in opustošili deželo v številnih vojnah, ki so se okoli leta 600 končale s saško zasedbo Britanskega nižavja. Približno v istem času so Briti pobegnili v Bretanijo in ji dali svoje ime. Pomemben dogodek v porimski Britaniji je bilo tako imenovano »jadikovanje Britov« (latinsko gemitus Britannorum), njihova zadnja prošnja rimskim vojaškim oblastem za pomoč proti invaziji Sasov leta 446. Drug pomemben dogodek je bila bitka pri Dyrhamu leta 577, po kateri so Sasi osvojili pomembna mesta Bath, Cirencester in Gloucester in prodrli do zahodne obale Britanije.

## Dejavnosti

### Trgovina
V rimskem obdobju je trgovanje med Britanijo in kontinentom potekalo preko južnega Severnega morja in vzhodnega Rokavskega preliva, večinoma preko Doverske ožine. V manjšem obsegu se je trgovalo tudi po atlantskih pomorskih poteh. Najpomembnejši britanski pristanišči sta bili London in Richborough, na celini pa Boulogne ter Domburg in Colijnsplaat v izlivu reke Šelde. V poznem rimskem obdobju je del prometa zelo verjetno potekal tudi preko obalnih trdnjav.
Najpomembnejši britanski uvozni izdelki so bili kovanci, lončenina, predvsem rdeče pološčena terra sigillata iz južne, srednje in vzhodne Galije in drugi izdelki iz Galije in Porenja, olje v amforah in južne Španije, vino iz Galije v amforah in sodih, v amforah vložene olive iz južne Španije, mlinski kamni iz lave iz Mayena ob srednjem Renu, steklo in nekaj kmetijskih pridelkov. Britanske izvozne proizvode je arheološko teže opredeliti, mednje pa so vsekakor sodile kovine, na primer kositer, srebro, zlato, nekaj svinca, železo in baker. Med druge izvozne proizvode so verjetno spadali kmetijski pridelki, ostrige in sol, na celino pa se je vrnil tudi velik del denarja.
Menjava blaga in denarja je potekala med zasebniki in med zasebniki in rimsko državo, ki je morala vzdrževati svojo vojsko in uradnike. Država je denar dobila z zbiranjem davkov in izkoriščanjem naravnih virov. Državna plačilna bilanca je bila vse do sredine 3. stoletja neuravnovešena, ker je zaradi velike armade, ki je sredi 2. stoletja štela 53.000 mož, na otok poslala mnogo več proizvodov, kot jih je od tam uvozila.
Britanska trgovina s kontinentom naj bi dosegla svoj višek v poznem 1. stoletju, potem pa je začela zaradi naraščajočega zaupanja prebivalstva v domače proizvode upadati. Obrat je bil posledica gospodarskega razvoja otoka in želje rimske uprave, da zmanjša izdatke za drage uvožene proizvode. Sodobne ugotovitve kažejo, da je velik padec prometa s celino nastal šele po letu 165 zaradi gospodarske krize Rimskega cesarstva, ki je bila posledica predvsem antoninske kuge in vojne z Markomani.
Od sredine 3. stoletja dalje uvoz dobrin v Britanijo ni bil več tako obsežen kot v zgodnjem rimskem obdobju. Na otok je še vedno prihajala velika količina srebrnega denarja iz kovnic na celini, medtem ko je sredi 4. stoletja na celino odhajala velika količina žita. V poznem rimskem obdobju so britanski kmetijski proizvodi, ki so jih odkupovali tako zasebniki kot rimska država, igrali pomembno vlogo pri vzdrževanju vojaških garnizij in velikih mest na severozahodu celinskega dela Rimskega cesarstva. Izvoz se je lahko povečal predvsem zaradi hitrega zmanjševanja števila vojakov v Britaniji in posledično njihove manjše porabe in zaradi vdorov germanskih plemen preko Rena, ki so zmanjšali število podeželskih naselij in s tem pridelavo kmetijskih pridelkov v severni Galiji.

### Gospodarstvo
Domneva se, da je bil eden od glavnih vzrokov za rimsko invazijo na Britanijo ravno izkoriščanje njenih naravnih virov. 
Rude, na primer zlato v rudniku Dolaugothi, je verjetno prva začela izkoriščati rimska vojska okoli leta 75. Rudnik je kmalu zatem prišel pod civilno upravo. Razvil se je iz niza površinskih kopov, v katerih so uporabljali predvsem s hidravlične postopke rudarjenja, ki jih je podrobno opisal Plinij Starejši v svojem Prirodoslovju (Naturalis Historia): z vodo iz akvaduktov so izprali zemljo do žive skale, zlatonosne skale razlomili z ognjem, jih zdrobili in zlato izprali z vodo. Ko delo v odprtih kopih ni bilo več donosno, so začeli kopati rove, ki so sledili zlatim žilam. Tehnološko zahtevno delo so verjetno vodili vojaški inženirji. 
Železarne v Wealdenu, rudniki srebra in svinca v Mendip Hillsu in rudniki kositra v Cornwallu so bili verjetno zasebna podjetja, ki so državi plačevala koncesijo. Rudarjenje v Britaniji se je prakticiralo že pred prihodom Rimljanov. Rimljani so s seboj prinesli samo nove tehnologije in izredno povečali proizvodnjo. Za izpiranje jalovine in naplavin so uporabljali vodo, ki so jo do rudnikov napeljali z akvadukti. Posebno mogočen je ohranjeni akvadukt v Dolaucothiju.
V Britaniji so kmalu postali najbolj priljubljeni rimski izdelki, vendar so podeželski obrtniki še vedno izdelovali tradicionalne izdelke po železnodobnem latenskem umetniškem izročilu. Lokalna lončenina je le redko dosegla kakovost galske in se je prodajala samo na lokalnih tržnicah. Izjema je bila posoda iz doline Nene v vzhodni Angliji. 
V 3. stoletju je britansko gospodarstvo postalo raznoliko in dobro organizirano. Trgovanje je segalo tudi na neromanizirani severni del otoka. Na Hadrijanovem zidu je bilo med drugim poskrbljeno tudi za carinske preglede trgovskega blaga.

### Uprava
V Rimskem cesarstvu je bila uprava mirnih provinc v domeni rimskega senata, province, v katerih so morale biti stalno prisotne rimske legije, med njimi tudi Britanija, pa so bile pod neposredno cesarjevo oblastjo. V praksi so province upravljali tam nastanjeni guvernerji, ki so bili člani senata z ustreznimi pooblastili. Bili so skrbno izbrani in so pogosto imeli bogate vojaške izkušnje in organizacijske sposobnosti. Britanski guvernerji so morali imeti predvsem vojaške sposobnosti, čeprav so imeli tudi številne druge zadolžitve, na primer vzdrževanje diplomatskih stikov z lokalnimi odvisnimi kralji, gradnjo cest, zagotavljanje delovanja sistema poštne službe, nadziranje delovanja civitates in sojenje v pomembnih sodnih procesih. Če niso bili na vojnem pohodu, so potovali po provinci, obravnavali pritožbe in novačili vojake.
Za pravne zadeve so imeli posebnega svetovalca (legatus iuridicus). Svetovalec v Britaniji je moral biti zaradi vključevanja plemen v državni upravni sistem in uvajanja delujočih sistemov obdavčevanja verjetno zelo izkušen pravnik. Provincialne finance je vodil prokurator s svojimi pomočniki, zadolženimi za posamezna področja. Vsaka legija v Britaniji je imela svojega poveljnika, ki je bil podrejen guvernerju, v vojnem času pa se je verjetno lahko odločal samostojno. Funkcionarji na vseh omenjenih položajih so se menjavali na dve do tri leta. Vsi so imeli mrežo podrejenih uradnikov, ki so vodili obveščevalno službo, komuniciranje z Rimom, oskrbovanje vojske in trgovanje z ujetniki. Za versko oskrbo v legijah je skrbela posebna skupina vojakov. 
Prvo upravno središče rimske Britanije je bil verjetno Colchester, vendar so ga zaradi dobrih trgovskih povezav kmalu preselili v London. Lokalna uprava je imela več organizacijskih oblik. Ena od njih so bili civitates, ki so bili še naprej razdeljeni na primer na kolonije (York, Colchester, Gloucester in Lincoln) in municipije (na primer Verulamij). Vsako skupnost je upravljal senat lokalnih zemljiških posestnikov, tako britskih kot rimskih, ki je izvolil magistrate za sodne in upravne zadeve. Civitas so pošiljale svoje predstavnike na letne provincialne skupščine, na kateri so javno izpovedali svojo zvestobo rimski državi, v izjemnih primerih poslali svoje zahteve neposredno rimskemu cesarju in častili kult cesarja.

#### Delitev Britanije
|                                                 |                                                 |                                                 |                                                 |                                                 |                                                 |                                                                   |                                                                   |                                                                   |                                                                   | Britanija 43-začetek 3-stoletja prestolnica Camulodunum (43-približno 65), potem Londinium |                                                                   |                                                |                                                |                                                                   |                                                                   |                                                                   |                                                                   |                                                                   |                                                                   |                                                    |                                                    |  |  |                                               |                                               |                                               |                                               |                                               |                                               |  |  |  |  |  |  |  |  |  |  |
|                                                 |                                                 |                                                 |                                                 |                                                 |                                                 |                                                                   |                                                                   |                                                                   |                                                                   |                                                                                            |                                                                   |                                                |                                                |                                                                   |                                                                   |                                                                   |                                                                   |                                                                   |                                                                   |                                                    |                                                    |  |  |                                               |                                               |                                               |                                               |                                               |                                               |  |  |  |  |  |  |  |  |  |  |
|                                                 |                                                 |                                                 |                                                 |                                                 |                                                 |                                                                   |                                                                   |                                                                   |                                                                   |                                                                                            |                                                                   |                                                |                                                |                                                                   |                                                                   |                                                                   |                                                                   |                                                                   |                                                                   |                                                    |                                                    |  |  |                                               |                                               |                                               |                                               |                                               |                                               |  |  |  |  |  |  |  |  |  |  |
|                                                 |                                                 |                                                 |                                                 |                                                 |                                                 | Spodnja Britanija začetek 3. stoletja - 293, prestolnica Eboracum | Spodnja Britanija začetek 3. stoletja - 293, prestolnica Eboracum | Spodnja Britanija začetek 3. stoletja - 293, prestolnica Eboracum | Spodnja Britanija začetek 3. stoletja - 293, prestolnica Eboracum | Spodnja Britanija začetek 3. stoletja - 293, prestolnica Eboracum                          | Spodnja Britanija začetek 3. stoletja - 293, prestolnica Eboracum |                                                |                                                | Gornja Britanija začetek 3. stoletja - 293, prestolnica Londinium | Gornja Britanija začetek 3. stoletja - 293, prestolnica Londinium | Gornja Britanija začetek 3. stoletja - 293, prestolnica Londinium | Gornja Britanija začetek 3. stoletja - 293, prestolnica Londinium | Gornja Britanija začetek 3. stoletja - 293, prestolnica Londinium | Gornja Britanija začetek 3. stoletja - 293, prestolnica Londinium |                                                    |                                                    |  |  |                                               |                                               |                                               |                                               |                                               |                                               |  |  |  |  |  |  |  |  |  |  |
|                                                 |                                                 |                                                 |                                                 |                                                 |                                                 | Spodnja Britanija začetek 3. stoletja - 293, prestolnica Eboracum | Spodnja Britanija začetek 3. stoletja - 293, prestolnica Eboracum | Spodnja Britanija začetek 3. stoletja - 293, prestolnica Eboracum | Spodnja Britanija začetek 3. stoletja - 293, prestolnica Eboracum | Spodnja Britanija začetek 3. stoletja - 293, prestolnica Eboracum                          | Spodnja Britanija začetek 3. stoletja - 293, prestolnica Eboracum |                                                |                                                | Gornja Britanija začetek 3. stoletja - 293, prestolnica Londinium | Gornja Britanija začetek 3. stoletja - 293, prestolnica Londinium | Gornja Britanija začetek 3. stoletja - 293, prestolnica Londinium | Gornja Britanija začetek 3. stoletja - 293, prestolnica Londinium | Gornja Britanija začetek 3. stoletja - 293, prestolnica Londinium | Gornja Britanija začetek 3. stoletja - 293, prestolnica Londinium |                                                    |                                                    |  |  |                                               |                                               |                                               |                                               |                                               |                                               |  |  |  |  |  |  |  |  |  |  |
|                                                 |                                                 |                                                 |                                                 |                                                 |                                                 |                                                                   |                                                                   |                                                                   |                                                                   |                                                                                            |                                                                   |                                                |                                                |                                                                   |                                                                   |                                                                   |                                                                   |                                                                   |                                                                   |                                                    |                                                    |  |  |                                               |                                               |                                               |                                               |                                               |                                               |  |  |  |  |  |  |  |  |  |  |
| Flavia Caesariensis 293-410, prestolnica Lindum | Flavia Caesariensis 293-410, prestolnica Lindum | Flavia Caesariensis 293-410, prestolnica Lindum | Flavia Caesariensis 293-410, prestolnica Lindum | Flavia Caesariensis 293-410, prestolnica Lindum | Flavia Caesariensis 293-410, prestolnica Lindum |                                                                   |                                                                   | Britania Secunda 293-410, prestolnica Eboracum                    | Britania Secunda 293-410, prestolnica Eboracum                    | Britania Secunda 293-410, prestolnica Eboracum                                             | Britania Secunda 293-410, prestolnica Eboracum                    | Britania Secunda 293-410, prestolnica Eboracum | Britania Secunda 293-410, prestolnica Eboracum |                                                                   |                                                                   | Maxima Caesariensis 293-410, prestolnica Londinium                | Maxima Caesariensis 293-410, prestolnica Londinium                | Maxima Caesariensis 293-410, prestolnica Londinium                | Maxima Caesariensis 293-410, prestolnica Londinium                | Maxima Caesariensis 293-410, prestolnica Londinium | Maxima Caesariensis 293-410, prestolnica Londinium |  |  | Britannia Prima 293-410, prestolnica Corinium | Britannia Prima 293-410, prestolnica Corinium | Britannia Prima 293-410, prestolnica Corinium | Britannia Prima 293-410, prestolnica Corinium | Britannia Prima 293-410, prestolnica Corinium | Britannia Prima 293-410, prestolnica Corinium |  |  |  |  |  |  |  |  |  |  |

### Mesta in podeželje
Rimljani so med zasedbo Britanije ustanovili številna pomembna naselja, od katerih so mnoga ohranila. V poznem 4. stoletju so mesta oslabela, mnogo javnih zgradb so opustili, nekatere pa so prišle v zasebno last. Četudi so krajevna imena preživela deurbanizacijo v poznem rimskem in zgodnjem saškem obdobju in se zgodovinopisje zelo trudi poiskati morebitne preživele, arheologija kaže, da je ostala stalno naseljena samo peščica rimskih mest. S.T. Loseby trdi, da so mesto kot središče moči in uprave v Britaniji ponovno uvedli rimski krščanski misijonarji v Canterburyju, oživljanje mest pa se je začelo šele 10. stoletju.
Rimska mesta v Britaniji so se v grobem delila v dve kategoriji: civitates ali »državna mesta«, ki so bila zgrajena načrtno kot cesarska upravna središča, kar dokazujejo javne zgradbe, in vici, številna majhna mesta, ki so se gradila brez uradnega načrta, pogosto okoli tabora ali utrdbe ali na križiščih pomembnejših poti. Nekatera vici sploh niso bila majhna, druga pa so si komajda zaslužila takšen naziv. Nekatera so bila celo brez obrambnega obzidja, značilnega za vsako vsaj malo pomembno mesto.
Na naslednjem seznamu so mesta in naselja rimskega porekla ali tista, ki so se razvila pod rimskim vplivom. Civitates so označena s črko C.
- Alcester (Alauna)
- Aldborough, North Yorkshire (Isurium Brigantum) C
- Bath (Aquae Sulis)
- Brough-on-Humber (Petuaria) C
- Buxton (Aquae Arnemetiae)
- Caerleon (Isca Augusta)
- Caernarfon (Segontium)
- Caerwent (Venta Silurum) C
- Caister-on-Sea C
- Canterbury (Durovernum Cantiacorum) C
- Carlisle (Luguvalium) C
- Carmarthen (Moridunum) C
- Chester (Deva Victrix)
- Chester-le-Street (Concangis)
- Chichester (Noviomagus Regnorum) C
- Cirencester (Corinium) C
- Colchester (Camulodunum) C
- Corbridge (Coria) C
- Dorchester (Durnovaria) C
- Dover (Portus Dubris)
- Exeter (Isca Dumnoniorum) C
- Gloucester (Glevum) C
- Ilchester (Lindinis) C
- Leicester (Ratae Corieltauvorum) C
- Lincoln (Lindum Colonia) C
- London (Londinium) C
- Manchester (Mamucium)
- Newcastle upon Tyne (Pons Aelius)
- Northwich (Condate)
- St Albans (Verulamium) C
- Silchester (Calleva Atrebatum) C
- Towcester (Lactodorum)
- Whitchurch (Mediolanum)
- Winchester (Venta Belgarum) C
- Wroxeter (Viroconium Cornoviorum) C
- York (Eboracum) C

## Verstva

### Poganstvo
Britanski staroselci so prakticirali keltsko mnogoboštvo. Druide, keltsko duhovniško kasto, za katero se domneva, da izvira prav iz Britanije, je z zakonom prepovedal cesar Klavdij. Leta 61 so druidi na otoku Mona (Anglesey) srdito branili svete gaje, vendar jim jih ni uspelo obraniti. Briti so kljub prepovedi tudi pod rimsko oblastjo še naprej častili keltska božanstva, na primer boginjo Ankastro. Svoja božanstva so pogosto združili z njihovimi rimskimi ekvivalenti, na primer Marsa Rigonemeta v Nettlehamu.
V kolikšni meri so se stara verovanja ohranila, je težko natančno oceniti. Glavna težava rekonstrukcije druizma je, da so druidi izročilo prenašali izključno ustmeno in uničenje zadnje organizirane druidske skupnosti na otoku Anglesey pomeni tudi uničenje keltskega druizma kot religije, ki je služila britanski staroselski skupnosti. Nekateri prežitki nedvomno sodijo v vir keltskega druizma. V evropskem izročilu se je ohranila na primer pomembnost števila 3, glave in vodnih tokov, predvsem vodnih izvirov. Razlike v votivnih darovih v Bathu pred rimsko zasedbo in po njej kažejo, da je bila kontinuiteta samo delna. Zelo razširjeno, predvsem v vojaških mestih, je bilo tudi čaščenje rimskega cesarja. Postavitev rimskega templja v Camulodunumu, posvečenega cesarju Klavdiju, je bila poleg uničenja svetih gajev dodaten povod za Boudicin upor. Spori so se postopoma zgladili in od 3. stoletja dalje je rimski tempelj na Pagans Hillu deloval nemoteno.
Proti koncu rimske okupacije so postajali priljubljeni tudi vzhodni kulti, na primer mitraizem. Priljubljenost skrivnostnih verovanj med premožnimi meščani dokazuje na primer londonski mitrej, čeprav so mitreje gradili tudi v vojaških okoljih, na primer v Vindobali na Hadijanovem zidu (rudchesterski mitrej) in Segontiju v Rimskem Walesu (caernarfonski mitrej).

### Krščanstvo
Kdaj in kako je v Britanijo prišlo krščanstvo ni povsem jasno. V Mamuciju, rimskem naselju na mestu sedanjega Manchestra, so odkrili kos amfore iz 2. stoletja, na katerem vrezan besedni kvadrat z anagramom PATER NOSTER. V akademskih krogih se je o njem obširno razpravljalo ali je sploh krščanski. Če je, je eden od najzgodnejših primerov ranega krščanstva v Britaniji. Najstarejši potrjeni pisni dokaz krščanstva v Britaniji je Tertulijanova izjava približno iz leta 200 v kateri pravi, da so "vse meje Španije, razna ljudstva v Galiji in skrivališča Britov nedostopna za Rimljane, vendar podložna Kristusu". Arheološki dokazi o prisotnosti krščanskih skupnosti se začnejo pojavljati v 3. in 4. stoletju. V Lincolnu in Silchesterju so odkrili majhni leseni cerkvi, v Icklinghamu in Saxon Shore Fortu na Richboroughu pa krstilnika. Icklinghamski krstilnik je svinčen in je razstavljen v Britanskem muzeju. V Icklinghamu so na istem mestu odkrili tudi rimsko krščansko pokopališče. V zakladu iz Water Newtona je srebrna krščanska cerkvena plošča iz zgodnjega 4. stoletja. V rimskih vilah v Lullingstonu so krščanske stenske poslikave, v Hintonu St Mary pa mozaiki. Veliko pokopališče iz 4. stoletja v Poundburyju z grobovi v smeri vzhod-zahod in brez grobnih dodatkov je domnevno zgodnje krščansko pokopališče, čeprav so takšna pokopališča postala v tistem obdobju vedno bolj pogosta tudi v poganskih okoljih. 
Iz dokumentov koncila leta 314 v Arlesu v Galiji je razvidno, da je Cerkev v Britaniji razvila sistem svojih diocez. Na koncilu so bili zbrani škofje iz 35 evropskih in afriških sedežev, med njim trije iz Britanije: Eborij iz Yorka, Restitut iz Londona in Adelfij, morda iz Lincolna. Dokazan ni noben drug sedež, materialnih ostankov zgodnjih cerkva pa zaenkrat še niso odkrili. Izjemi sta cerkev na forumskem trgu v Lincolnu in svetišče na obrobju rimskega Verulamija, posvečeno mučencu svetemu Albanu. Albanu, prvemu in najslavnejšemu britanskemu krščanskemu mučencu, ki je domnevno umrl v 4. stoletju, čeprav ga nekateri umeščajo v 3. stoletje, sta sledila Aron in Julij iz Isce Auguste. Krščanstvo je legaliziral cesar Konstantin leta 313, Teodozij I. pa ga je leta 391 razglasil za uradno državno vero. Eno od heretičnih gibanj, imenovano pelagianizem, je začel britanski menih Pelagij (354-420/440), ki je učil v Rimu.
Pismo, napisano približno leta 363 na svinčeni plošči, ki so ga odkrili v Bathu, se je na široko razglašalo kot pisen dokaz o stanju krščanstva v Britaniji v rimskem obdobju. Po trditvi prvega prevajalca ga je v Wroxeterju napisal kristjan z imenom Vinizij svoji krščanski ženi Nigri. Za pismo se je dolgo časa trdilo, da je prvi pisni krščanski dokument v Britaniji. Kasneje se je izkazalo, da nima nobene zveze s krščanstvom in da se v resnici nanaša na poganske obrede.

## Okoljske spremembe
Rimljani so v Britanijo pripeljali številne rastlinske in živalske vrste. Med njimi je bila verjetno tudi sedaj redka rimska kopriva (Urtica pilulifera), s katero so si rimski vojaki domnevno ogrevali roke in noge, in užitnega velikega vrtnega polža (Helix pomatia). S seboj so morda pripeljali tudi manjše južnosredozemske kunce. Evropskega kunca (Oryctolagus cuniculus), ki zdaj prevladuje, so v Britanijo pripeljali kasneje, verjetno po normanski invaziji leta 1066.

## Zapuščina
Rimljani so med svojo zasedbo Britanije zgradili obširno mrežo cest, ki so se uporabljale tudi kasneje, nekatere še danes. Zgradili so tudi sisteme za oskrbo z vodo, kanalizacijo in organizirali zdravstveno službo. Ustanovili so veliko pomembnih britanskih velikih mest, na primer London (Londinium), Manchester (Mamucium) in York (Eburacum).
Britanija je bila največja evropska regija nekdanjega Rimskega cesarstva, v kateri večinski jezik ni bil niti 
- romanski, čeprav je bila angleščina, ki so jo podedovali od germanskih plemen, ki so prišla v Britanijo za Rimljani in jo zatem zapustila, pod velikim francoskim (normanskim) vplivom, niti
- jezik, ki so ga podedovali od predrimskih naseljencev, čeprav se je valižanščina govorila kot manjšinski jezik z mnogo izposojenkami iz latinščine, na primer llaeth – mleko (italijansko latte) in ffenestr – okno (italijansko finestra). Okrnjena kornijščina se je ohranila do zgodnjega modernega obdobja.